# Атомная Бетти
«Атомная Бетти» (англ. Atomic Betty) — франко-канадский анимационный телевизионный сериал, созданный Atomic Cartoons, Breakthrough Films & Television и Tele Images Kids. Дополнительное финансирование было предоставлено Teletoon в Канаде, и M6 (1-й и 2-й сезоны) и Teletoon+ (3-й сезон) во Франции. Анимация была создана Atomic Cartoons, с некоторой дополнительной анимационной поддержкой, предоставленной Французской фирмой Caribara для франкоязычной версии сериала.
Сериал проходит по Teletoon в Канаде, M6 и Teletoon во Франции, а также по Cartoon Network — в США и многих других странах, включая Россию.
Было создано два сезона, состоящих из 52 получасовых или 104 пятнадцатиминутных эпизодов. Разработка третьего сезона началась в начале октября 2006 года.

## Обзор

### Создание
Атомная Бетти — мультфильм, сделанный с использованием Adobe Flash, и, соответственно, имеет более «гладкую» или «машинную» анимацию, что отличает его от мультфильмов, сделанных в традиционном стиле. По иронии, на мультфильм значительно повлияло классическое анимационное шоу «The Jetsons», созданное британской анимационной студией Hanna Barbera.

### Сюжет
Действие сериала сосредоточено на Бетти, типичной девочке подросткового возраста, которая ходит в школу, смотрит научно-фантастические фильмы и поёт в своей группе.
Но также у неё есть и другая сторона жизни, неизвестная большинству её друзей и семье. Она — Галактический Стражник, посвятивший свою жизнь сохранению мира и закона в Галактике. Как Атомная Бетти, сопровождаемая инопланетным пилотом Спарки и роботом X-5, она противостоит злому гению — Максимусу Ай. Кью.
Несмотря на свою скромную жизнь на Земле, Атомная Бетти — суперзвезда по всей галактике, и даже имеет фан-клуб преданных поклонников.
В каждой серии где-нибудь в Галактике происходит кризисная ситуация, в то время как Бетти играет с друзьями. В таких ситуациях её браслет начинает мигать, что вынуждает ее убегать — спасать галактику. При помощи своей команды, Бетти каждый раз удаётся победить зло ещё до того, как придёт время возвращаться домой. В русской версии сериал называется Бетти — Молния, соответственно, целесообразнее дальше использовать это «прозвище».

## Персонажи

### Главные персонажи
- Бетти/Бетти Молния — главная героиня шоу, очень необычная 12-летняя девочка из Moose Jaw Heights (фиктивное название города Moose Jaw («Лосиная челюсть»), находящегося в провинции Саскачеван (Канада). В терминах общественного сознания, Бетти — опасный хищник, и имеет томбоистические[2] (краткое описание слова находится внизу страницы) черты характера, даже несмотря на то, что она влюблена в одноклассника по имени Дилан.

Ной Паркер

- Ной Паркер — лучший друг Бетти, и несмотря на то, что он считает её слегка странной (чудной), он втайне любит её, но не может выразить свои чувства. Он не знает о том, что Бетти — Галактический Стражник, и часто думает, что Бетти пропадает при странных обстоятельствах.
- Спарки — первый лейтенант и второй пилот Гипергалактического Звёздного Крейсера. Он обладает гигантским аппетитом (и талантом использовать свои четыре желудка (как у коровы) для того, чтобы эту еду хранить). Спарки не самый умный пришелец в Галактике, но его энергичность, энтузиазм и преданность хорошо компенсируют его недостаток ума.
- Робот Икс-5 — третий член команды Бетти. Несмотря на некую устарелость (по Галактическим стандартам), он остаётся хорошей ходячей базой данных, содержащей сведения, которые могут оказаться необходимыми для команды. Икс-5 — выдающийся робот (он сам про себя так говорит). Он расскажет тебе многое о разных видах пришельцев… и даже больше. Они со Спарки часто спорят, но изредка между ними происходят моменты, когда они проявляют уважение друг к другу.
- Адмирал ДеГилл — золотая рыбка с короткий стрижкой, который является Командиром 147-го батальона Галактических Стражников и Защитников Планет. В том числе, он является и командиром Бетти.
- Пенелопа Лэнг — Земной соперник Бетти, которая (Пенелопа) считает себя самой популярной примадонной в школе. Она богатая, испорченная, и часто использует свою популярность или богатство, чтобы подорвать репутацию Бетти, что обычно имеет обратное действие. Она обычно ходит в компании с двумя подхалимами — Меган и Сарой. Ей нравится достигать своих целей, даже если для этого ей приходится «перешагивать» через других (вообще-то, ей так даже больше нравится!).
- Максимус Ай. Кью. — неуклюжий суперзлодей, похожий на кота, и как он считает, в нём есть что-то королевское. У Максимуса есть одна простая мечта — распространить свои злые правила на все разумные существа во Вселенной. Он одержим идеей победить Бетти и найти её родную планету (в некоторых отношениях он подошёл близко к этой цели, включая однажды построенную базу рядом с Юпитером).
- Минимус маленькая обезьянка-подхалим Максимуса с двумя лицами злым и добрым, Всегда страдает от затей Максимуса.